# Semana verde

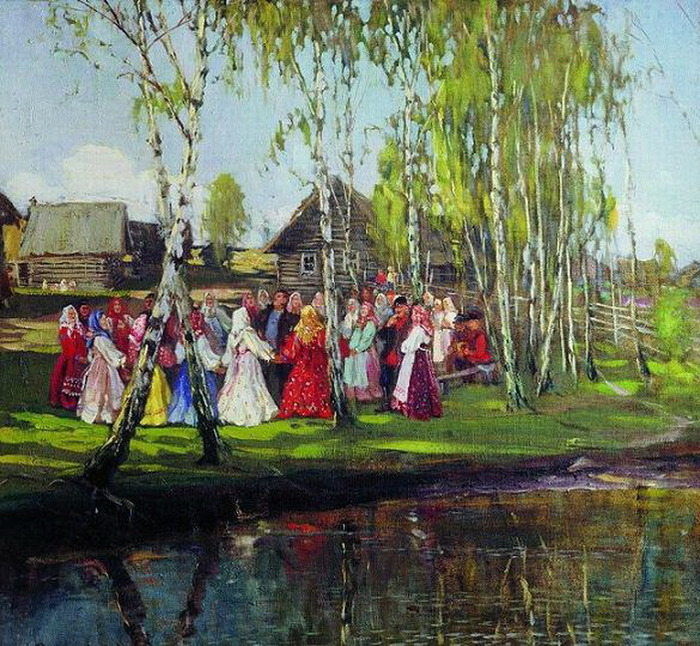
Ceremonia matrimonial en el río bajo los abedules

La Semana verde (Зелені Святки en ucraniano, transl.: Zeleni Svyatki, Зелёные Святки en ruso, transl.: Zelyonye Svyatki), conocida popularmente como Sémik (Семі́к) es una festividad ancestral de origen eslava. Se celebra a comienzos de junio y guarda relación con el culto a la muerte y los rituales para obtener abundante cosecha durante la primavera, de ahí que se celebre como una ofrenda a la fertilidad. El primer día festivo cae el jueves, conocido en Rusia y Ucrania como la Semana Trinitaria por la Iglesia Ortodoxa.
El término "Semik" procede del eslavo, cuyo significado en español es "Siete" puesto que corresponde a la séptima semana después de Pascua. Tras el final del Semik, llega el Domingo Trinitario.

## Tradiciones
Uno de los ritos a seguir es el de ofrecer una ofrenda a las Rusalkas (seres mitológicos del agua). De ellas se creía que eran peligrosas y, por lo tanto, estaba prohibido bañarse en el río por las noches del Semik. Para apaciguarlas, las campesinas suelen dejar en los márgenes de los ríos, una cruz, un círculo mágico, incienso, ajo, ajenjo además de realizar oraciones.
Otra tradición es la de ofrecer un funeral apropiado para aquellos fallecidos que no tuvieron un entierro adecuado. Los campesinos decoraban tanto el interior como el exterior de sus casas con ramas de abedul, estas ramas también son empleadas para la elaboración de las coronas y crespones. Para los ornamentos, los abedules eran talados en los bosques, aunque también se pueden comprar en establecimientos. El abedul es visto en el Semik como un símbolo de la fuerza de la naturaleza y punto de encuentro para quedar con las mujeres. Al igual que el Kostroma y el Maslenitsa, estos símbolos son destruidos, normalmente arrojados al agua para pedir lluvias abundantes para las plantaciones.